# Donau–Svartahavskanalen
Donau–Svartahavskanalen (rumänska: Canalul Dunăre – Marea Neagră) är en 64 kilometer lång kanal i Rumänien. Den löper från Cernavodă vid Donau i väster till Năvodari och Constanța vid öster. Därmed binds Donau samman med Svarta havet. Kanalbygget inleddes 1949 och avslutades 1986. 

## Bygge
Kanalen är 60 meter bred och 7 meter djup. Den startar 60,3 kilometer från Donaus mynning och förkortar sträckan mellan Cernavodă och Svarta havet med 240 kilometer. I båda ändarna finns två 310 meter långa och 25 meter breda slussar som utjämnar nivåskillnaden mellan flod och hav.
Den 26,6 kilometer långa, nordliga sidogrenen mellan Poarta Albǎ och Năvodari är 50 meter bred och 5,5 meter djup.

## Historia

### Bakgrund

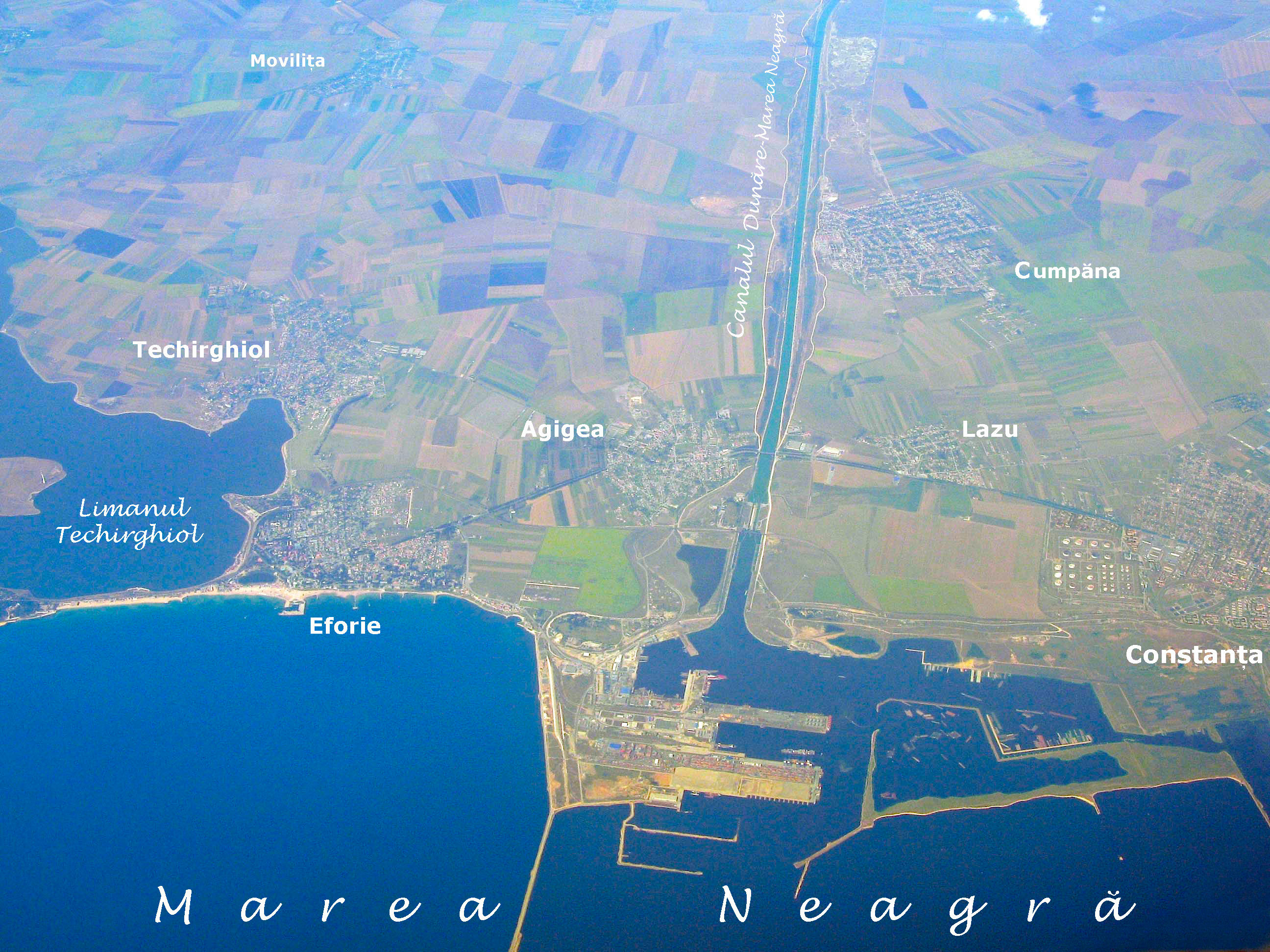
Flygfoto över kanalens östra ände, nära Constanța.

Donaudeltat är en otillförlitlig transportled, och en kanal var tänkt att både förkorta och säkra flodtransporterna från och till Donau. Dessutom skulle kanalen underlätta konstbevattningen av den vidsträckta slätten i Dobrudzja.
De tidigaste planerna på en kanal mellan Donau och Svarta havet är från från 1830-talet. Många olika förslag följde genom åren, men först efter andra världskriget tog planerna fastare form.

### Byggstart och -stopp

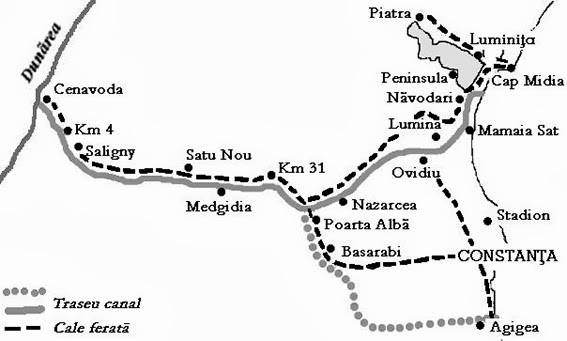
Tvångsarbetsläger längs med kanalbygget åren runt 1950.

Byggnationen inleddes i juli 1949, och våren 1950 började själv anläggningsarbetena. Arbetskraft flyttades till området från industrier över hela landet, och frivilliga ungdomar och straffångar enrollerades. Cirka var femte kilometer längs med kanalbyggets sträckning etablerades fångläger för tvångsarbetarna.
Planen var att kanalen skulle stå färdig senast i december 1955, men arbetet försenades bland annat av att linjedragningen inte var klar. Planerna reviderades år 1952, och man beslöt då att invigningen skulle ske år 1957. Under byggets gång hade även en stor mängd straffångar avlidit, enligt olika källor ett antal tusen personer.
I juli 1953 avbröts projektet på grund av de höga kostnaderna. Det rumänska kommunistpartiet ville hellre satsa på livsmedelsindustri och lätt industri och på så sätt höja befolkningens levnadsstandard.

### Återstart och slutförande
Projektet återstartades den 1 september 1976. Armén fick ansvar för en 40 kilometer lång sträcka och ungdomar för ytterligare 10 kilometer. Specialister och arbetare hyrdes in externt.
Kanalen invigdes den 26 maj 1984, i närvaro av president Nicolae Ceaușescu. I november 1987 invigdes grenen mellan Poarta Albǎ och industrierna i Nǎvodari i norr.